# صناعة الطيران

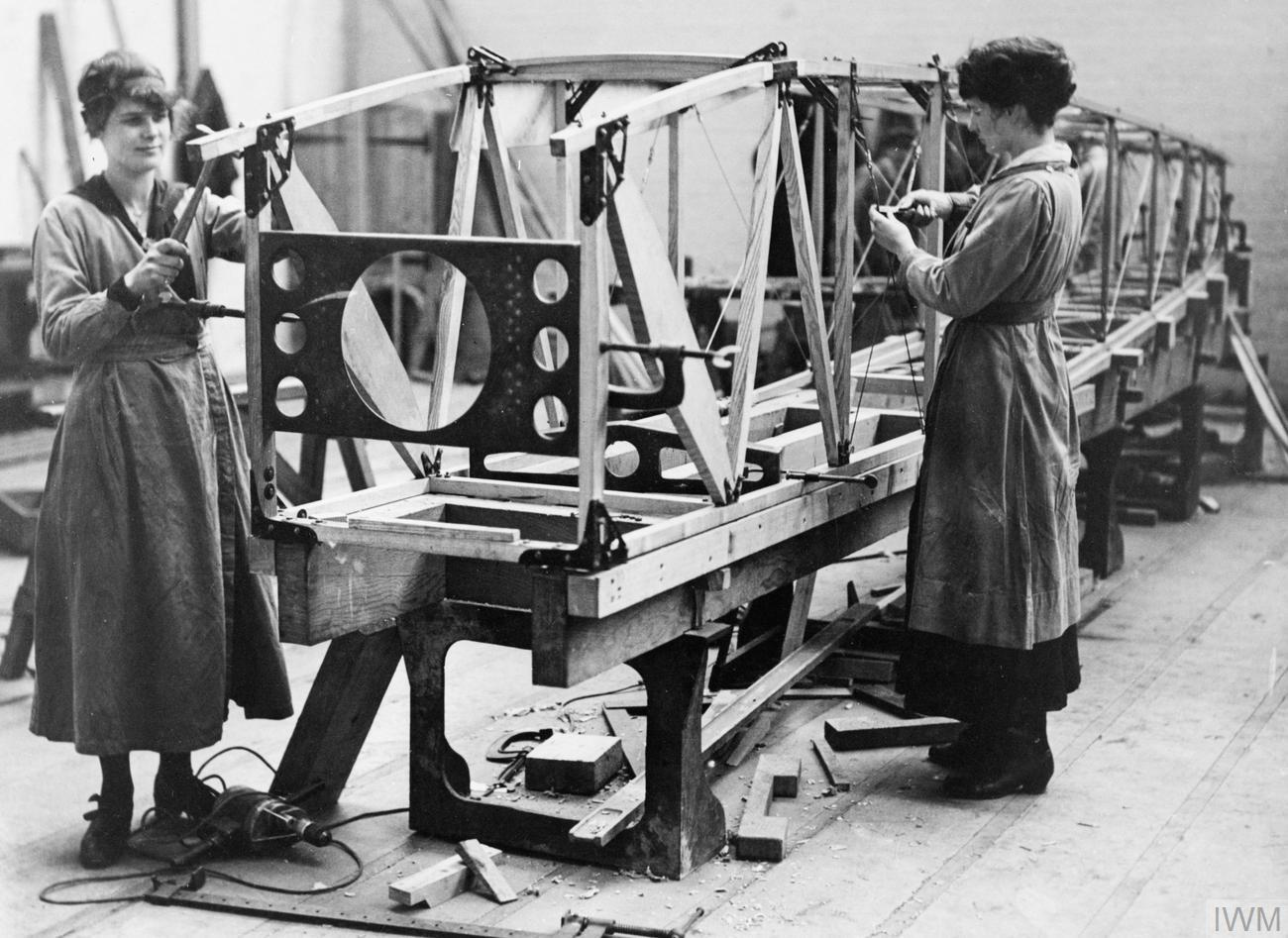

صناعة الطيران هي الصناعة التي تدعم الطيران من خلال بناء المركبات الجوية وتصنيع قطع الغيار من أجل صيانتها. وهذا يشمل الطائرات وقطع الغيار المستخدمة في الطيران المدني والطيران العسكري.